# Greta Scacchi
Greta Scacchi (Milano, 18 febbraio 1960) è un'attrice italiana naturalizzata australiana.

## Biografia
Greta Scacchi è nata a Milano, figlia del pittore e mercante d'arte italiano Luca Scacchi e della ballerina e curatrice d'articoli d'antiquariato inglese Pamela Risbey, ex componente delle Bluebell Girls. Ha due fratelli gemelli maggiori, Tom e Paul, e una sorella, Sarah Georgette, nata dal secondo matrimonio del padre. A seguito del divorzio dei genitori, quando aveva quattro anni, si trasferì con la madre e i due fratelli maggiori in Inghilterra, stabilendosi dapprima a Londra e successivamente a Haywards Heath, nel West Sussex. 
Quando la madre, nel 1975, convolò a seconde nozze, tutta la famiglia si trasferì a Perth, in Australia, dove il patrigno, Giovanni Carsaniga, era stato chiamato in qualità di docente invitato presso l'Università dell'Australia Occidentale. Durante il soggiorno australiano, frequentò la Hollywood Senior High School e, in seguito, la UWA's University Dramatic Society, con la quale esordì sul palcoscenico del New Dolphin Theatre, recitando nella commedia surrealistica Early Morning del drammaturgo inglese Edward Bond, sotto la regia di Arne Neeme. A circa diciott'anni, ritornò da sola in Inghilterra per studiare presso l'Old Vic Theatre di Bristol, diplomandosi nel 1981.
Esordì nel cinema nel 1982 col film tedesco La moglie... gli uccelli (Das zweite Gesicht), sotto la direzione di Dominik Graf. Dopo una serie di pellicole, fiction televisive e lavori teatrali, acquistò notorietà grazie al film Coca Cola Kid di Dušan Makavejev, che venne presentato al Festival di Cannes. Recitò poi in Presunto innocente al fianco di Harrison Ford, Prova schiacciante di Wolfgang Petersen, I protagonisti di Robert Altman ed Emma. Inoltre apparve in Il ronzio delle mosche, Beyond the Sea diretto da Kevin Spacey e in un piccolo ruolo nel thriller Flightplan - Mistero in volo. Nel 1996 è stata membro della giuria al Festival di Cannes. Nel 1997 ha interpretato Penelope nella miniserie televisiva L'Odissea.

## Vita privata
Dalla relazione con l'attore statunitense Vincent D'Onofrio, nel 1992 ha avuto la figlia Leila. Ha anche un figlio, Matteo, nato nel 1998 dall'unione col compagno e cugino Carlo Mantegazza, con il quale vive in Australia.

## Filmografia

### Cinema
- La moglie... gli uccelli (Das zweite Gesicht), regia di Dominik Graf (1982)
- Calore e polvere (Heat and Dust), regia di James Ivory (1983)
- Coca Cola Kid (The Coca-Cola Kid), regia di Dušan Makavejev (1985)
- Burke & Wills, regia di Graeme Clifford (1985)
- Dossier confidenziale (Defence of the Realm), regia di David Drury (1986)
- Un uomo innamorato (Un homme amoureux), regia di Diane Kurys (1987)
- Good Morning Babilonia, regia di Paolo e Vittorio Taviani (1987)
- Misfatto bianco (White Mischief), regia di Michael Radford (1987)
- Paura e amore, regia di Margarethe von Trotta (1988)
- La donna della luna, regia di Vito Zagarrio (1988)
- Presunto innocente (Presumed Innocent), regia di Alan J. Pakula (1990)
- Prova schiacciante (Shattered), regia di Wolfgang Petersen (1991)
- Ardore (Fires Within), regia di Gillian Armstrong (1991)
- La spiaggia delle tartarughe (Turtle Beach), regia di Stephen Wallace (1992)
- I protagonisti (The Player), regia di Robert Altman (1992)
- Il sale sulla pelle (Salt on Our Skin), regia di Andrew Birkin (1992)
- I ricordi di Abbey (The Browning Version), regia di Mike Figgis (1994)
- Vita di campagna (Country Life), regia di Michael Blakemore (1994)
- Jefferson in Paris, regia di James Ivory (1995)
- Pazzi per Mozart (Così), regia di Michael Blakemore (1996)
- Emma, regia di Douglas McGrath (1996)
- Il bacio del serpente (The Serpent's Kiss), regia di Philippe Rousselot (1997)
- Il violino rosso (Le Violon rouge), regia di François Girard (1998)
- The Manor - La dimora del crimine (The Manor), regia di Ken Berris (1999)
- Il giardino di mezzanotte (Tom's Midnight Garden), regia di Willard Carroll (1999)
- Amore e rabbia (Love & Rage), regia di Cathal Black (1999)
- Ladies Room - Intimi segreti (Ladies Room), regia di Gabriella Cristiani (1999)
- Cotton Mary, regia di Ismail Merchant e Madhur Jaffrey (1999)
- Terza generazione (Looking for Alibrandi), regia di Kate Woods (2000)
- Punto di vista (One of the Hollywood Ten), regia di Karl Francis (2000)
- Festival in Cannes, regia di Henry Jaglom (2001)
- Il ronzio delle mosche, regia di Dario D'Ambrosi (2003)
- Tempesta baltica (Baltic Storm), regia di Reuben Leder (2003)
- Beyond the Sea, regia di Kevin Spacey (2004)
- Sotto falso nome, regia di Roberto Andò (2004)
- Flightplan - Mistero in volo (Flightplan), regia di Robert Schwentke (2005)
- The Book of Revelation, regia di Ana Kokkinos (2006)
- L'amore nascosto, regia di Alessandro Capone (2007)
- Shoot on Sight, regia di Jag Mundhra (2007)
- Inconceivable, regia di Mary McGuckian (2008)
- Ritorno a Brideshead (Brideshead Revisited), regia di Julian Jarrold (2008)
- Ways to Live Forever, regia di Gustavo Ron (2010)
- Un altro mondo, regia di Silvio Muccino (2010)
- The falling, regia di Carol Morley (2014)
- North v South, regia di Steven Nesbit (2015)
- The White King, regia di Alex Helfrecht e Jörg Tittel (2016)
- La tenerezza, regia di Gianni Amelio (2017)
- La ragazza nella nebbia, regia di Donato Carrisi (2017)
- Operation Finale, regia di Chris Weitz (2018)
- Quel giorno d'estate, regia di Mikhaël Hers (2018)
- Un viaggio indimenticabile (Head Full of Honey), regia di Til Schweiger (2018)
- Waiting for the Barbarians, regia di Ciro Guerra (2019)
- Il morso del coniglio, regia di Daina Reid (2023)
- Te l'avevo detto, regia di Ginevra Elkann (2023)

### Televisione
- Fronte del porto (Waterfront), regia di Chris Thompson – film TV (1983)
- La torre d'ebano (The Ebony Tower), regia di John Fowles – film TV (1984)
- Camille, regia di Desmond Davis – film TV (1984)
- Il dottor Fisher di Ginevra (Dr. Fischer of Geneva), regia di Michael Lindsay-Hogg – film TV (1985)
- Rasputin - Il demone nero (Rasputin: Dark Servant of Destiny), regia di Uli Edel – film TV (1996)
- L'Odissea, regia di Andrei Konchalovsky – miniserie TV (1997)
- Maigret - L'ombra cinese, regia di Renato De Maria – film TV (2004)
- Broken Trail - Un viaggio pericoloso (Broken Trail) – miniserie TV (2006)
- Miss Marple (Agatha Christie's Marple) – serie TV, episodio 2x03 (2006)
- Incubi e deliri (Nightmares & Dreamscapes: From the Stories of Stephen King) – miniserie TV (2006)
- Io, Jane Austen (Miss Austen Regrets), regia di Jeremy Lovering – film TV (2008)
- Hindenburg - L'ultimo volo (Hindenburg), regia di Philipp Kadelbach – film TV (2011)
- Poirot (Agatha Christie's Poirot) – serie TV, episodio 13x01 (2013)
- A.D. - La Bibbia continua (A.D.: The Bible Continues) – miniserie TV (2015)
- Guerra e pace (War & Peace), regia di Tom Harper – miniserie TV (2016)
- Versailles – serie TV, 4 episodi (2017)
- The Terror – serie TV, 5 episodi (2018)
- Darby and Joan – serie TV, 14 episodi (2022-2025)
- Bodies, regia di Marco Kreuzpaintner e Haolu Wang – miniserie TV (2023)

## Doppiatrici italiane
Nelle versioni in italiano dei suoi film, Greta Scacchi è stata doppiata da:
- Silvia Pepitoni in Dossier confidenziale, Good Morning Babilonia, Paura e amore, Jefferson in Paris, Il giardino di mezzanotte
- Antonella Giannini in Tempesta baltica, Operation finale, Guerra e pace, Versailles, Il morso del coniglio
- Claudia Balboni in Misfatto bianco, I protagonisti
- Isabella Pasanisi in Presunto innocente, Emma
- Maria Pia Di Meo in Prova schiacciante, I ricordi di Abbey
- Angiola Baggi in Il sale sulla pelle, Miss Marple
- Valeria Perilli in The Manor - La dimora del crimine, Ritorno a Brideshead
- Emanuela Rossi in Cotton Mary, Punto di vista
- Rossella Izzo in A.D. - La Bibbia continua, Un viaggio indimenticabile
- Pinella Dragani in Vita di campagna
- Alessandra Cassioli in Terza generazione
- Roberta Greganti in Flightplan - Mistero in volo
- Roberta Pellini ne L'amore nascosto
- Mavi Felli in Shoot on Sight
- Roberta Paladini in Rasputin - Il demone nero
- Barbara Castracane ne L'Odissea
- Rita Savagnone in Broken Trail - Un viaggio pericoloso
- Anna Rita Pasanisi in Incubi e deliri
- Aurora Cancian in Hindenburg - L'ultimo volo
- Serena Spaziani in Poirot
- Cristina Boraschi in Quel giorno d'estate
- Fabiana Aliotti in The Terror
- Cinzia De Carolis in Bodies